# Accidentul rutier de la Scânteia

Captură TV cu accidentul - Antena 3

Județul Iași

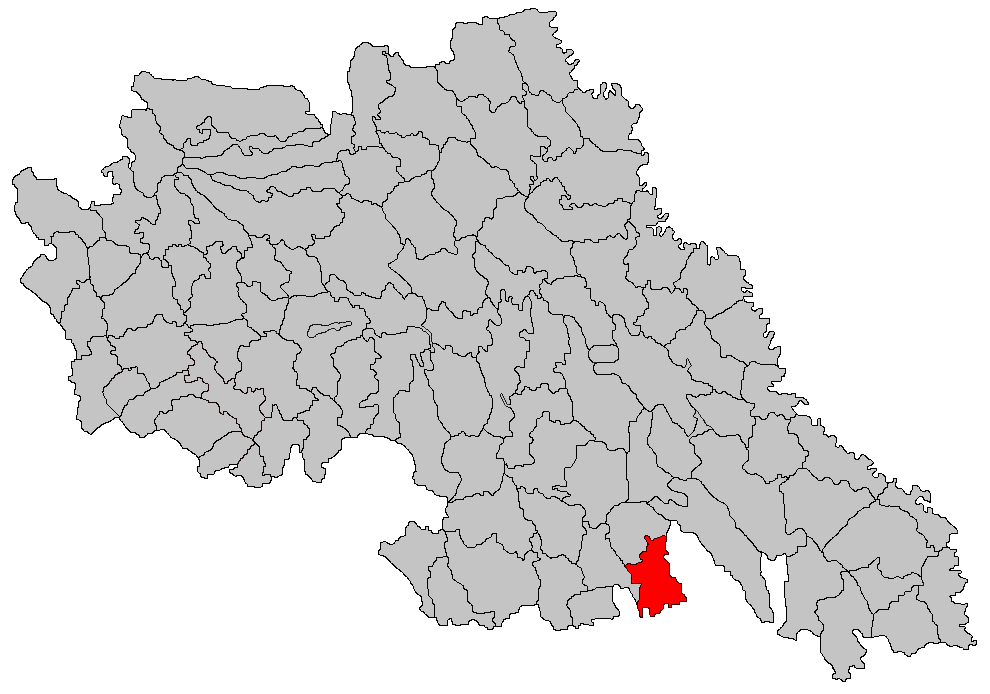
Amplasarea în cadrul județului

Accidentul rutier de la Scânteia (județul Iași) este un accident care s-a produs la data de 14 august 2009, ora 14:20 (UTC+3), pe drumul județean 246 între un tren de persoane și un microbuz. În urma accidentului au decedat 14 persoane, iar alte 2 au fost rănite grav. A fost cel mai sângeros accident rutier din Romania din perioada 1994-2009.

## Accidentul
Un microbuz cu 16 persoane la bord a fost lovit de un tren de persoane la trecerea peste calea ferată din apropierea gării localității Scânteia. Conform lui Raed Arafat, subsecretar de stat al Ministerului Sănătății Publice, în accident au decedat pe loc 13 persoane printre care și un copil de 8 ani, iar alte 3 persoane au fost rănite grav. Șoferul microbuzului a murit după trei zile, aducând numărul deceselor cauzate de accident la 14.
Microbuzul, lovit de tren pe partea central-stângă, a fost împins 350 de metri de la locul impactului.
Trenul de pasageri implicat în accident aparține companiei feroviare Regiotrans (azi Regio Călători) și opera pe ruta Brașov - Iași.
Potrivit poliției Iași, accidentul s-a produs din cauza neatenției șoferului de microbuz asupra semnalelor de avertizare de la trecerea peste calea ferată.